# 뷜렌트 코르크마즈
뷜렌트 코르크마즈(튀르키예어: Bülent Korkmaz, 1968년 11월 24일 ~ )는 튀르키예의 은퇴한 축구 선수이자 현 축구 지도자로 과거 포지션은 센터백이었다.

## 선수 시절

### 클럽
1985년 갈라타사라이 SK 입단 후 2006년 은퇴할 때까지 21년동안 한팀에서만 뛰는 동안 공식전 610경기 20골을 기록하며 튀르키예 쉬페르리그 8회 우승 및 4회 준우승, 튀르키예컵 6회 우승 및 3회 준우승, 튀르키예 슈퍼컵 6회 우승 및 2회 준우승, 1999-2000년 UEFA 유로파리그 우승, 2000년 UEFA 슈퍼컵 우승, 2000년 아타튀르크컵 준우승, 튀르키예 총리컵 3회 우승 및 1회 준우승, 찬셀로르컵 2회 우승, TSYD컵 6회 우승 및 2회 준우승 등의 화려한 금자탑을 쌓았다.

### 국가대표팀
1990년부터 2005년 은퇴할 때까지 튀르키예 국가대표팀의 일원으로 뛰는 동안 국제 A매치 통산 102경기 3골을 기록하며 2002년 FIFA 월드컵 3위, 2003년 FIFA 컨페더레이션스컵 3위 등의 성적에 기여했고 특히 중국과의 2002년 월드컵 C조 조별리그 최종전에서 팀의 2번째 득점을 성공시키며 튀르키예 축구 역사상 첫 월드컵 4강 신화의 주역이 되었다.

## 지도자 생활
선수 은퇴 후 2005년 8월 겐츨레르비를리이 SK의 수석 코치로 본격적인 지도자 커리어를 시작한 뒤 2007년 카이세리 에르지예스스포르의 감독에 선임되자마자 카이세리를 2006-07 터키컵 준우승으로 이끌었지만 리그에서는 17위에 그치며 2부 리그로의 강등까지는 막지 못했다.
그 후 2011-12 시즌에는 카르데미르 카라뷔크스포르의 감독을 맡아 1부 리그 잔류와 튀르키예컵 4강 진출을 이끈 뒤 2020년까지 자국 리그의 여러팀들을 이끌다가 2021년 알라니아스포르의 감독으로 부임했다.

## 수상
갈라타사라이
- 쉬페르리그 : 1987-88, 1992-93, 1993-94, 1996-97, 1997-98, 1998-99, 1999-00, 2001-02
- TFF 쉬페르 쿠파 : 1988, 1991, 1993, 1996, 1997
- 튀르키예컵 : 1990-91, 1992-93, 1995-96, 1998-99, 1999-00, 2004-05
- 챈슬러컵 : 1990, 1995
- 1999-00 UEFA컵 우승
- 2000년 UEFA 슈퍼컵 우승

튀르키예
- 2002년 FIFA 월드컵 3위
- 2003년 FIFA 컨페더레이션스컵 3위

## 같이 보기
- A매치 100경기 이상 출전한 축구 선수 명단
- 원클럽맨 명단